# EasyJet
Az easyJet Airline Company Limited közismerten: easyJet, egy európai diszkont, fapados légitársaság, mely 1995 októberében alakult meg. Az első, mára már leselejtezett Boeing 737–200 gép 1995. november 10-én szállt fel. Kezdetben két járatot üzemeltettek, London Lutonból Glasgow-ba és Edinburgh-ba.

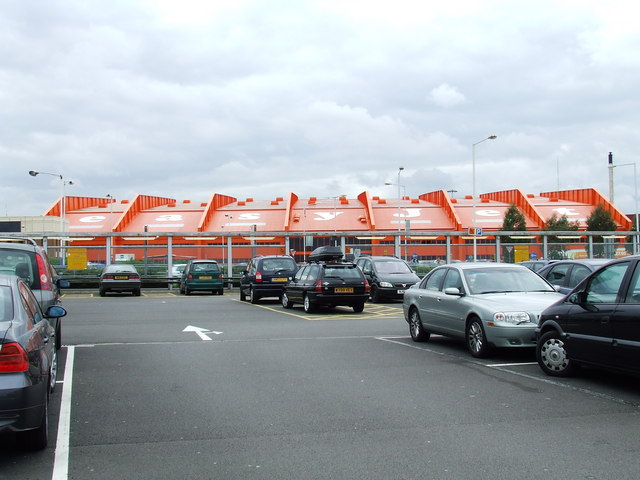
Hangar 89

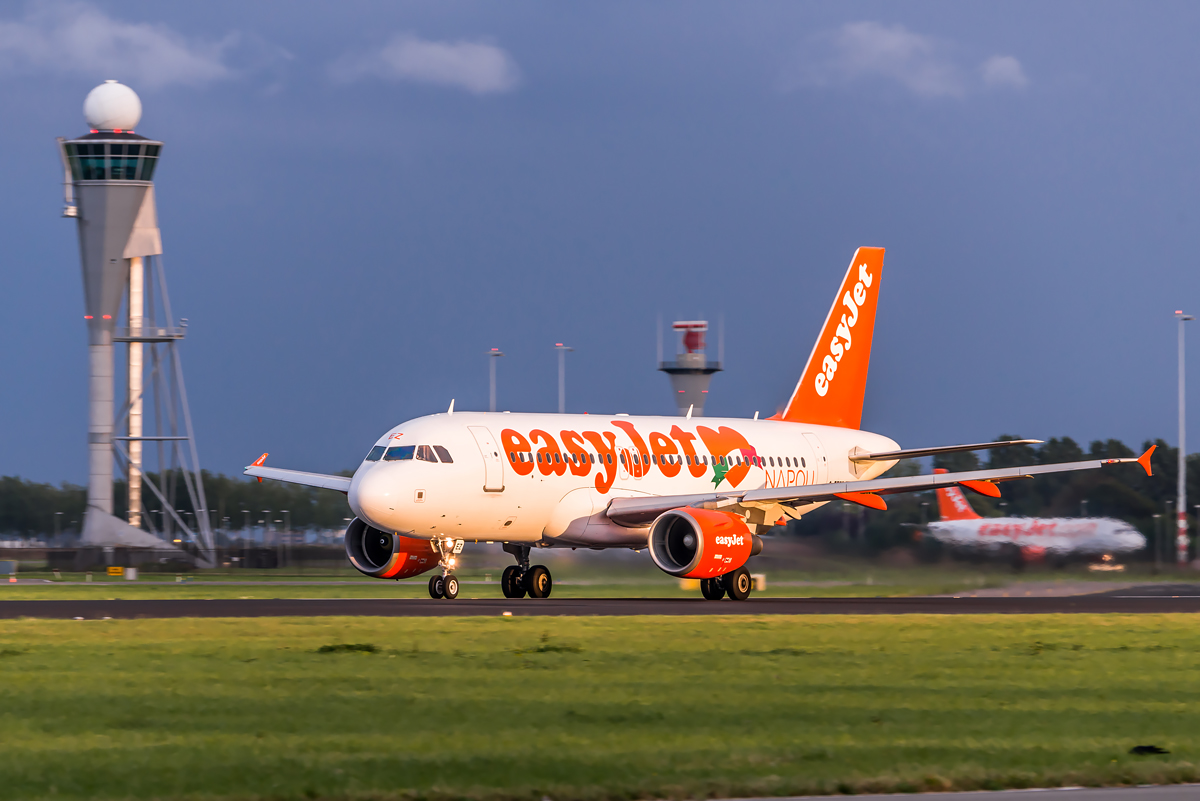

A légitársaság Airbus A319–100-as és az Airbus A320–200-as gépeit több mint 137 városban láthatják az utazók.
Az easyJet a budapesti ferihegyi repülőtérről jelenleg négy ország hét városába szállít utasokat: London Gatwick, Southend, Manchester, Berlin Schönefeld, Berlin Tegel, Párizs Charles de Gaulle, Lyon, Genf, Bázel és az októberben induló velencei járat a magyar fővárosból közvetlenül elérhető. A légitársaság nemrég jelentette be nyolcadik, Budapestről elérhető útvonalát: az utasok 2017 februártól Budapestről a holland fővárosba, Amszterdamba is eljuthatnak az easyJet járatain. 
Az easyJet utasainak száma meghaladja az évi 70 milliót, közülük 12 millió üzleti célból utazik. Az easyJet több mint 240 repülőgépe 800-nál is több útvonalon közlekedik, 31 ország mintegy 130 repterét érintve. Európában több mint 300 millió ember él olyan helyen, ahonnan legfeljebb 1 órányi autóúttal elérhető valamelyik, az easyJet által használt reptér.
A légi vállalat mellett az easyJet üzemeltet buszjáratokat is, például: London (Luton)–London (Victoria Station) között. Ezeken kívül még szobát is lehet foglalni a légitársaságnál. Személyre szóló hely van. Ingyen vagy a jegy árában foglalt étel nincs, de a fedélzeten frissítők és ételek vásárolhatók.

## Érdekességek az easyJetről
- Az easyJetnek több célállomása van Európában, mint a British Airwaysnek az egész világon.
- A légitársaság első útjára, Lutonból Glasgowba 29 fontért válthattak jegyet az utasok. Ez az összeg 1995-ben megegyezett egy farmer árával.
- 20 évvel később, azonos útvonalra, tehát Lutonból Glasgowba már olcsóbban, 27,49 fonttól foglalhatnak az utasok. Ez 5,2%-kal kevesebb mint 20 éve, a 160%-os infláció ellenére.
- 1995-ben az easyJetnek 70 alkalmazottja volt. Közülük páran még mindig a légitársaságnál dolgoznak.
- Az elmúlt 20 évben 640 millió utast szállított a légitársaság.
- 20 év alatt 4,7 millió repülőutat tett meg az easyJet.
- Az easyJet több mint 780 útvonalon közlekedik, 33 ország 130 repterét érintve.
- Két évtized alatt 58,6 millió csésze kávét és 44,3 millió teát szolgált fel.
- 3,5 millió baconos bagettet adott el (a 2008-as fedélzeti menü bevezetése óta).
- Működése során hatszor változtatott az egyenruhán.
- Évente 65 millió utast szállít.
- Évente mintegy 12 millió üzleti utas választja a légitársaságot. Ötből egy utas utazik üzleti céllal az easyJettel.
- Az easyJet ma Európa első számú légi közlekedési hálózata, köszönhetően annak, hogy többet repül Európa fő útvonalain és repülőtereire, mint bármelyik másik légitársaság.
- 300 millió ember él kevesebb mint egy órányi autóútra egy easyJet repülőtértől.
- Az elmúlt 20 év alatt a desztinációk száma 170%-kal emelkedett, míg a viteldíjak 40%-kal csökkentek.
- A légitársaság számos innovatív technológiát használ az utazás megkönnyítése érdekében; ilyen az easyJet mobil applikációja is, amely már Apple Watch-ra is elérhető.
- 2011 óta az easyJet a vulkánkitörések okozta légtéri zavar elhárítása érdekében a Nicarnica Aviationnel és az Airbus-szal együttműködve dolgozik az AVOID hamudetektor technológia továbbfejlesztésén.
- Az easyJet 2012-ben vezette be az ülőhelyfoglalást, hogy még könnyebbé és kényelmesebbé tegye az utazást.
- Az easyJet és az UNICEF ’Change for Good’ elnevezésű kampánya során eddig 6 millió font gyűlt össze.
- Az easyJet gépek egy kilométerre, egy utasra jutó CO2 kibocsátása a legalacsonyabb az iparágban és a számottevően csökkent az elmúlt 10 évben. (83.76g/km).
- Az easyJet az iparág vezető, 90% fölötti telítettségi mutatójával az egy utasra eső, egy kilométerre jutó CO2 kibocsátása 22 százalékkal kevesebb, mint egy hagyományos légitársaság ugyanazon útvonalán.

## Mérföldkövek az easyJet életében
| 1995 | Sir Stelios Haji-Ioannou megalapítja az alacsony viteldíjakat kínáló easyJet légitársaságot Az első járatok Lutonból Glasgowba és Edinburghban szállnak le – “A repülés elérhető, akár egy farmernadrág áráért – 29 font egy útra.” |
| 1996 | A légitársaság első akciójára 4 millió érdeklődő hívás érkezik |
| 1997 | Elindul az easyJet.com oldal |
| 1998 | Online értékesítik az első ülőhelyet |
| 1999 | Az online értékesített helyek száma meghaladja az 1 milliót |
| 2000 | A vállalat becsült értéke az értéktőzsdén 777 millió font |
| 2001 | Az easyJet 10 millió utast szállít évente |
| 2002 | A cég felvásárolja a Go airline-t, így Európa első számú útvonal-hálózatát hozza létre 120 Airbus repülőgépet rendel a cég |
| 2006 | A gyorsabb kiszolgálás érdekében bemutatkozik a ’Speedy boarding’ szolgáltatás |
| 2007 | Az easyJet felvásárolja a GB Airways-t, kiterjesztve hálózatát Dél-Európára és Észak-Afrikára |
| 2009 | Az easyJet légitársasággal utazók több mint 50%-a Nagy-Britannián kívüli, elérve ezzel egy fontos célkitűzést Februárban a 150. repülőgép is megkezdi működését |
| 2010 | Az easyJet Nagy-Britannia legnagyobb légitársasága A cég bevezeti a ‘Flexi’ viteldíjakat az üzleti utasok számára Carolyn McCall lesz a cég vezérigazgatója |
| 2011 | Az easyJet a Nicarnica Aviationnel és az Airbus-szal együttműködik az AVOID hamudetektor technológia tesztelésében Elindul az easyJet mobil applikáció Júniusban a 200. repülőgép is megkezdi működését |
| 2012 | Az easyJet márciusban először fizet osztalékot Az easyJet és az UNICEF partnersége útjára indul |
| 2013 | Az easyJet belép az FTSE 100 tőzsdére Új, könnyített üléseket, kisebb tömegű kézikocsikat, és szárnyvégi aerodinamikai elemeket vezet be a cég a CO2 kibocsátás csökkentése érdekében |
| 2014 | Az easyJet bejelenti, hogy drónokat tesztel a repülőgépek átvizsgálásához A cég mobil applikációját már 10 millióan használják a 2011-es indulása óta 12 millió üzleti utas választja évente az easyJetet |
| 2015 | Az Airbus leszállítja az easyJet 250. repülőgép áprilisban A társaság bejelenti, hogy sikeresen tesztelt automata drónokat a repülőgépek átvizsgálásához, valamint kísérleteket folytat az utaskabin egyes alkatrészeinek 3D-s nyomtatással történő pótlása érdekében Az easyJet és az UNICEF ’Change for Good’ elnevezésű kampánya során eddig 6 millió font gyűlt össze |

## Akkor és most
| 1995                                                                       | 2015                                          |
| -------------------------------------------------------------------------- | --------------------------------------------- |
| 1 bázis Nagy-Britanniában (Luton)                                          | 26 bázis Európa-szerte                        |
| 3 repülőtér Nagy-Britanniában (Luton, Glasgow and Edinburgh)               | 137 repülőtér Európa-szerte                   |
| 2 útvonal Nagy-Britanniában (Lutonból Glasgow-ba és Lutonból Edinburgh-ba) | 788 útvonal Európa-szerte                     |
| 1 ország (Nagy-Britannia)                                                  | 31 ország                                     |
| 2 bérelt repülőgép                                                         | 243 repülőgép: a flotta átlagos életkora 6 év |
| Körülbelül 40.000 utas                                                     | 68 millió utas évente                         |
| Közel 70 alkalmazott                                                       | 10,000 alkalmazott                            |
| London – Glasgow repülőút £29.00 -tól                                      | London – Glasgow repülőút £27.49-tól          |

## Flotta
- 104 db Airbus A319–100
- 165 db Airbus A320–200
- 37 db Airbus A320neo (+ 92 rendeleten)
- 14 db Airbus A321neo (16 rendeleten)